# Île Curtis (Nouvelle-Zélande)
Pour les articles homonymes, voir Île Curtis et Curtis.
L'île Curtis est une île volcanique inhabitée de l'archipel des Kermadec, située dans le Sud-Ouest de l'océan Pacifique et formant avec sa voisine l'île Cheeseman une dépendance de la Nouvelle-Zélande.

## Géographie

### Topographie

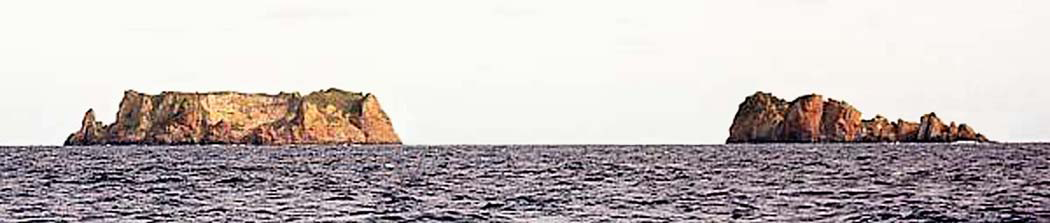
Vue de l'île Curtis (à gauche) et de l'île Cheeseman (à droite) depuis le nord.

L'île Curtis est située à mi-chemin entre l'île du Nord (Nouvelle-Zélande) et les Tonga, approximativement à la latitude de la Gold Coast dans le Queensland. Son point culminant est à 47 mètres d'altitude, sa superficie est de 0,6 km2 et elle mesure 500 mètres de largeur pour 800 mètres de longueur.

### Géologie

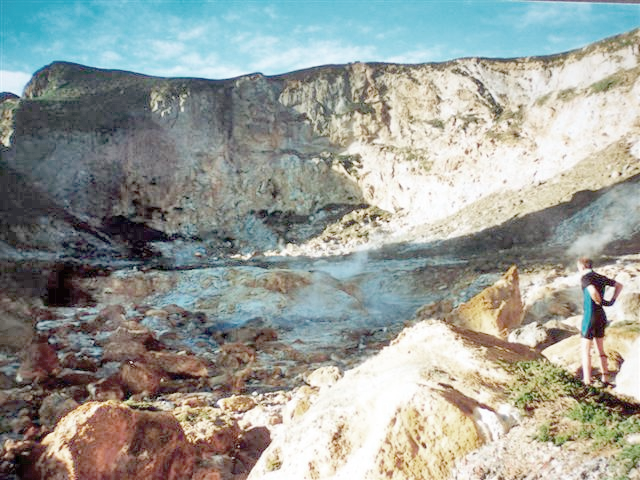
Vue de l'intérieur du cratère de l'île Curtis.

L'île Curtis et l'île Cheeseman constituent les deux sommets d'un volcan sous-marin qui aurait émergé durant le pléistocène. Les roches composant les deux îles sont majoritairement formées de dépôts andésitiques de coulées pyroclastiques. Le fond du cratère de l'île Curtis est situé à seulement 10 mètres d'altitude. Les études géologiques ont montré que l'île s'est soulevée de 18 mètres au cours des 200 dernières années dont sept mètres entre 1929 et 1964. Des fumerolles sous-marines sont présentes sur les flancs de l'île.

## Histoire
Le lieutenant John Watts fut le premier européen à visiter l'île à la fin des années 1780 alors qu'il faisait route vers l'Australie avec à son bord une centaine de prisonnières déportées. Il la baptisa du nom d'un de ses officiers. 
En 1793, une expédition scientifique française dirigée par l'amiral Antoine Bruny d'Entrecasteaux passe à portée des deux îles signalées par les britanniques. L'amiral venait de repérer une île qu'il avait baptisée Raoul en l'honneur de son quartier-maître et ayant découvert un quatrième îlot à cinquante deux milles nautiques de Curtis, il décida que les îles formaient un archipel qui fut baptisé les Kermadec, en l'honneur de son second. En 1827, Dumont d'Urville reconnaît la position de l'île lors de sa traversée entre la Nouvelle-Zélande et les Tonga.
En 1887, la Nouvelle-Zélande annexa les Kermadec. Trop rocheuse et aride pour être habitable, l'île servit de dépôt de nourriture et de matériel pour d'éventuels naufragés. 
Durant la Première Guerre mondiale, l'Allemand Félix Von Luckner, commandant du navire marchand armé Seeadler, fit halte sur l'île pour se réapprovisionner en puisant dans le stock laissé par la marine néo-zélandaise à l'attention des équipages naufragés alors qu'il faisait route pour l'Amérique du Sud afin d'échapper à ces poursuivants néo-zélandais.